# Karangmojo (Karangmojo)
Karangmojo is een bestuurslaag in het regentschap Gunung Kidul van de provincie Jogjakarta, Indonesië. Karangmojo telt 8643 inwoners (volkstelling 2010).